# Баскаков Володимир Миколайович
Володи́мир Микола́йович Баска́́ков (1909—1992) — радянський воєначальник, генерал-полковник (19.02.1968).

## Життєпис
Народився 23 травня 1909 року в місті Самара (Росія). Росіянин.
У лавах РСЧА з червня 1931 року. У 1932 році закінчив Саратовську бронетанкову школу. Член ВКП(б) з 1932 року. З березня 1932 року проходив військову службу в 1-й механізованій бригаді імені Калиновського (МВО): тво інструктора роти, командир взводу і тво командира роти бригадної школи. З липня 1934 року по листопад 1935 року — командир роти 13-ї механізованої бригади (МВО).
У 1941 році закінчив Військову академію механізації і моторизації РСЧА.
З травня 1941 року капітан В. М. Баскаков — командир 3-го танкового батальйону 15-го танкового полку 8-ї танкової дивізії 4-го механізованого корпусу (КОВО). Учасник німецько-радянської війни з червня 1941 року. З липня 1941 року — командир 15-го танкового полку тієї ж дивізії. Після розформування корпусу — командир 130-го танкового полку 130-ї танкової бригади. З грудня 1941 року — командир 260-го танкового батальйону 130-ї танкової бригади. З 16 лютого по 7 липня 1942 року — командир 62-ї танкової бригади. З липня 1942 року — начальник штабу 7-го (3-го гвардійського) танкового корпусу. З 18 лютого по 1 березня 1943 року — тво командира цього корпусу. З березня 1943 року — начальник штабу 5-ї гвардійської танкової армії. З травня 1944 року — заступник командира 1-го гвардійського механізованого корпусу. З вересня 1944 року — заступник командира 2-го гвардійського механізованого корпусу. З лютого 1945 року — заступник начальника управління Головного управління формування та бойової підготовки БТМВ ЧА.
Учасник радянсько-японської війни 1945 року — представник командувача БТМВ ЧА на Забайкальському фронті. З лютого 1946 року — командир 8-ї механізованої дивізії. У 1948 році закінчив Вищу військову академію імені К. Є. Ворошилова.
З лютого 1949 року — начальник бронетанкового відділу Оперативного управління ГШ ЗС СРСР. З травня 1952 року — начальник Південно-Західного напрямку, з травня 1953 року — начальник 3-го напрямку оперативного управління Головного оперативного управління ГШ ЗС СРСР. З грудня 1954 року — начальник штабу Північної групи військ (Польща). З березня 1956 року — начальник штабу і ЧВС МВО. З січня 1960сроку — військовий фахівець з питань штабної служби — старший військовий фахівець у Румунській народній армії. З серпня 1961 року — старший представник Головнокомандувача об'єднаних збройних сил держав-учасниць Варшавського договору в Румунській народній армії. З січня 1962 року — начальник штабу Південної групи військ (Угорщина). З червня 1964 року — заступник начальника ВАФ. З березня 1968 року — заступник начальника, з червня 1970 року — 1-й заступник начальника Головного управління вищих навчальних закладів МО СРСР.
У лютому 1974 року вийшов у відставку. Мешкав у Москві, де й помер 11 квітня 1992 року.

## Військові звання
- полковник;
- генерал-майор танкових військ (07.06.1943);
- генерал-лейтенант (08.08.1955);
- генерал-полковник (19.02.1968).

## Нагороди
Нагороджений орденом Леніна (…), трьома орденами Червоного Прапора (31.08.1941, 22.02.1943, 14.07.1943), двома орденами Кутузова 2-го ступеня (27.08.1943, 12.09.1945), орденом Богдана Хмельницького 2-го ступеня (28.04.1945), двома орденами Вітчизняної війни 1-го ступеня (22.02.1944, 11.03.1985), орденом Червоної Зірки (…), медалями, іноземними нагородами.